# Erigone blaesa
Erigone blaesa är en spindelart som beskrevs av Crosby och Bishop 1928. Erigone blaesa ingår i släktet Erigone och familjen täckvävarspindlar. Inga underarter finns listade i Catalogue of Life.